# Fransk-spanska kriget
Fransk-spanska kriget (1635–1659) var en konflikt mellan Kungariket Frankrike och Spanien. Den första delen började 1635 och slutade 1648 med Westfaliska freden. Sedan fortsatte det till 1659, och avslutades med fördraget i Pyrenéerna. Strider utspelade sig i norra Italien, Rhenlandet, Spanska Nederländerna, Medelhavet och Atlanten. 

## Kriget 1635-1648
År 1635 invaderade en Fransk armé på 26,000 soldater Spanska Nederländerna och besegrade spanska styrkor i Les Avins. Sedan belägrade franska armén Leuven, när holländska soldater anlände. Sjukdomar och annat gjorde att den franska armén minskade kraftigt. Till slut drog sig den franska armén tillbaka 4.7. Spanjorerna tog sedan över Limburg, Gennep och andra städer, samt belägrade holländska garnisioner i Cleves. Fransmänen flydde tillbaka över gränsen, och holländarna flydde till Schenkenschans strategiska position. Spanjorerna tog dock över det.